# NGC 656

NGC 656

NGC 656 في الفهرس العام الجديد، هي مجرة، تقع في كوكبة الحوت. اكتشفت في 20 سبتمبر 1865 بواسطة هاينريش لويس دريست.

## روابط خارجية
- NGC 656 على موقع ويكي سكاي: DSS2, SDSS, GALEX, IRAS, Hydrogen α, X-Ray, Astrophoto, Sky Map, Articles and images